# 제2중부고속도로
제2중부고속도로(第二中部高速道路, 고속국도 제37호선)는 경기도 이천시 마장면을 기점으로, 하남시 상산곡동을 종점으로 하여 남북을 잇는 대한민국의 고속도로이다. 2001년 11월 23일에 개통되었으며, 마장 분기점부터 산곡 분기점까지 신둔 나들목과 경기광주 분기점을 제외하고는 진출입부 없이 곧장 갈 수 있다. 마장프리미엄휴게소(이천방향)에서 중부고속도로와 연결되어 하남방향으로 진출할 수 있다. 또한 제2중부고속도로는 중부고속도로에서 중부고속도로로 연결된다는 특징이 있다.

## 역사
- 1997년 8월 27일 : 경기도 하남시 상산곡동 ~ 이천시 마장면 구간을 고속국도 제10호의2호선 제2중부고속도로(제2중부선)으로 지정,[2] 마장 분기점 ~ 산곡 분기점 30.99km 전 구간 착공
- 2001년 8월 25일 : 기점과 종점을 각각 하남 → 이천에서 이천 → 하남으로 변경하고 노선번호를 제37호[1]로 변경.[3]
- 2001년 11월 23일 : 마장 분기점 ~ 산곡 분기점 30.99km 전 구간 개통[4]
- 2001년 12월 15일 : 전 구간 제한속도를 최고 110km/h, 최저 60km/h 로 지정[5]
- 2004년 11월 10일 : 전 구간 제한속도를 최고 110km/h, 최저 60km/h 로 지정[6]
- 2005년 11월 28일 : 2006년까지 제2중부고속도로에 이천휴게소 진입도로를 설치하기 위해 경기도 이천시 신둔면 용면리 728m 구간 도로구역 변경[7]
- 2007년 11월 8일 : 전 구간 제한속도를 최고 110km/h, 최저 60km/h 로 지정[8]
- 2009년 5월 27일 : 전 구간 제한속도를 최고 110km/h, 최저 60km/h 로 지정[9]
- 2010년 9월 1일 : 전 구간 제한속도를 최고 110km/h, 최저 50km/h 로 지정[10]
- 2010년 12월 28일 : 도로명주소에 마장 분기점부터 산곡 분기점까지 31.08km 구간을 제2중부고속도로로 고시[11]
- 2013년 4월 4일 : 마장프리미엄휴게소 신설 개장[12]
- 2013년 7월 5일 : 제2중부고속도로 하행선에서 중부고속도로 상행선을 잇는 마장프리미엄휴게소 회차로 개통[13]
- 2015년 3월 27일 : 국토교통부고시로 기점을 '경기도 이천시 마장면 표교리', 종점을 '경기도 하남시 상산곡동'으로 명시[14]
- 2016년 9월 1일 : 전 구간 제한속도를 최고 110km/h, 최저 50km/h 로 지정[15]
- 2016년 11월 11일 : 경기광주 분기점 개통
- 2017년 3월 8일 : 2017년 12월까지 이천 하이패스 나들목 설치를 위해 경기도 이천시 신둔면 용면리, 고척리 270m 구간 도로구역 변경[16]
- 2017년 12월 20일 : 하남방향 이천휴게소 내에 신둔 나들목 개통[17]
- 2023년 10월 17일 : 하남방향 이천휴게소가 이천쌀휴게소로 명칭 변경

## 구성
차로수
- 전 구간 왕복 4차로

총연장
- 31.08km

제한속도
- 전 구간 최고 110km/h, 최저 50km/h

### 터널
| 터널 이름  | 소재지                            | 길이 | 준공 년도 | 비고      |
| ---------- | --------------------------------- | ---- | --------- | --------- |
| 산곡터널   | 경기도 하남시 상산곡동            | 240m | 2001년    | 이천 방면 |
| 하번천터널 | 경기도 광주시 남한산성면 하번천리 | 445m | 2001년    | 하남 방면 |
| 하번천터널 | 경기도 광주시 남한산성면 하번천리 | 396m | 2001년    | 이천 방면 |
| 광지원터널 | 경기도 광주시 남한산성면 광지원리 | 526m | 2001년    | 하남 방면 |
| 광지원터널 | 경기도 광주시 남한산성면 광지원리 | 520m | 2001년    | 이천 방면 |

## 마장프리미엄휴게소회차로 운영
마장프리미엄휴게소 상에 하남 방향 회차로를 설치하여 2013년 7월 5일 개통하였다. 회차로 개통으로 산곡 분기점에서 제2중부고속도로로 진입하여 마장프리미엄휴게소에서 회차로를 통하여 다시 중부고속도로를 이용, 하남 방향으로 돌아갈 수 있다. 단, 청주에서 하남방향은 회차로가 설치되어 있지 않아 서이천 나들목을 통하여 회차하여야 한다.

## 나들목 · 분기점
- 여기서 숫자는 진출입교차점 (IC 및 JC) 번호를 말하고[18], TG는 요금소 (Tollgate), SA는 휴게소 (Service Area)를 뜻한다.
- 거리의 단위는 km이다.

| 번호                     | 이름                     | 로마자 이름              | 구간 거리                | 누적 거리                | 접속 노선                        | 소재지                   | 소재지                   | 비고                                                                                     |
| 35호선 중부고속도로 직결 | 35호선 중부고속도로 직결 | 35호선 중부고속도로 직결 | 35호선 중부고속도로 직결 | 35호선 중부고속도로 직결 | 35호선 중부고속도로 직결         | 35호선 중부고속도로 직결 | 35호선 중부고속도로 직결 | 35호선 중부고속도로 직결                                                                 |
| ------------------------ | ------------------------ | ------------------------ | ------------------------ | ------------------------ | -------------------------------- | ------------------------ | ------------------------ | ---------------------------------------------------------------------------------------- |
| 37                       | 마장 분기점              | Majang JC                | -                        | 0.00                     | 35호선 중부고속도로              | 경기도                   | 이천시                   | 이천방향의 경우 중부고속도로(하남방향) 진출 불가능                                       |
| SA                       | 마장프리미엄휴게소       | Majang Premium SA        |                          |                          |                                  | 경기도                   | 이천시                   | 이천방향 하남 방향 회차가능(중부고속도로 연결)                                           |
| SA 38-1                  | 이천쌀휴게소 신둔        | Icheon Ssal SA Sindun    | 6.31                     | 6.31                     | 서이천로853번길 도자예술로62번길 | 경기도                   | 이천시                   | 하남방향 중부고속도로와 제2중부고속도로 연결 하이패스 전용 나들목 하남방향 진출입만 가능 |
| 39-1                     | 경기광주 분기점          | Gyeonggi-Gwangju JC      |                          |                          | 52호선 광주원주고속도로          | 경기도                   | 광주시                   | 하남방향의 경우 광주원주고속도로(원주방향) 진출 불가능                                   |
| 41                       | 산곡 분기점              | Sangok JC                | 31.08                    | 31.08                    | 35호선 중부고속도로              | 경기도                   | 하남시                   | 하남방향의 경우 중부고속도로(대전방향) 진출 불가능                                       |
| 35호선 중부고속도로 직결 |                          |                          |                          |                          |                                  |                          |                          |                                                                                          |

## 주요 통과지
경기도
- 이천시 (마장면 - 신둔면) - 광주시 (도척면 - 곤지암읍 - 초월읍 - 남한산성면) - 하남시 상산곡동

## 특이사항
- 하남방향 이천휴게소를 통하여 기존 중부고속도로와 제2중부고속도로 간 상호 이동이 가능하다. 당초 제2중부고속도로에서 기존 중부고속도로 방향만 이동 가능하였으나, 연결 통로가 개설되어 있으며 안내 표지판을 따라 나가면 된다.
- 고속버스 및 시외버스는 이 도로를 많이 이용하지 않는다.